# Armée territoriale croate
L'Armée Territoriale croate (en croate Hrvatsko domobranstvo, souvent abrégé en Domobran ou Domobrani) était l'armée régulière de l'État indépendant de Croatie (NDH).

Insigne de l'armée territoriale croate

Composée d'Oustachis et alliée aux occupants italien et allemand, elle combattit les Partisans. En 1944, certains de ses responsables offrirent à la résistance communiste de s'allier avec elle pour combattre les Allemands, mais Tito refusa.

## Formation
L'Armée territoriale croate fut fondé en avril 1941 avec l'autorisation des occupants allemand et italiens, quelques jours seulement après la proclamation de l'État indépendant de Croatie. Le nom a été repris de L'Armée territoriale royale croate, la section croate de la Honvédség, partie de l'armée austro-hongroise.
L'Armée territoriale croate était limité à 16 bataillons d'infanteries et à 2 escadron de cavalerie lors de sa formation (16 000 hommes au total), cependant, en raison des difficultés du NDH à faire respecter son autorité sur l'ensemble de son territoire, les Allemands autoriseront une expansion de l'armée. En 1943, l'armée comptait 130 000 hommes.
L'Armée comptait aussi une petite armée de l'air, comptant une vingtaine d'escadrilles dotées d'avions obsolètes prises de guerre et une marine de dimensions encore plus modestes, limitée par un traité avec l'Italie fasciste.

## Note
L'Armée territoriale croate (Domobrani) ne doit pas être confondue avec la Garde nationale slovène, dont les membres étaient appelés Domobranci.